# Franz Tuczek

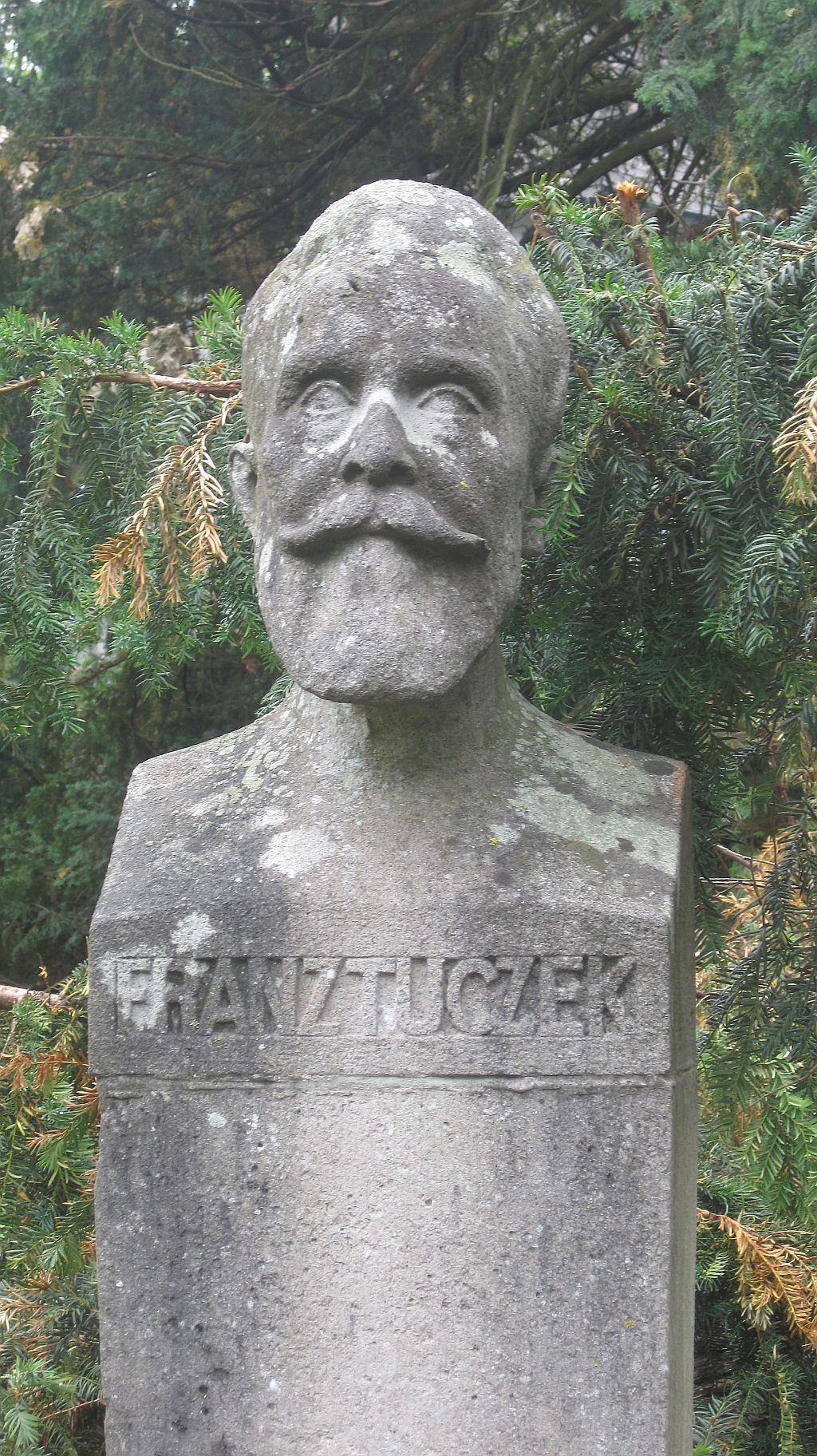
Büste von 1928

Franz Leonhard Tuczek (* 11. Juni 1852 in Köln; † 19. Dezember 1925 in Marburg) war ein deutscher Psychiater, Klinikdirektor und Hochschullehrer.

## Leben
Tuczek war Sohn eines Finanzbeamten. Er studierte an den Universitäten von Berlin und München. Seit dem Wintersemester 1873/74 war er Mitglied der Studentenverbindung Akademischer Gesangverein München im SV. Am 28. März 1876 erhielt er die ärztliche Approbation in München, dort erfolgte einen Monat später, am 24. April 1876, die Promotion zum Dr. med. mit der Dissertation Über die vom Menschen beim Kauen abgesonderten Speichelmengen. Von Mai bis Dezember 1876 war er unter Ernst Wilhelm von Brücke am Physiologischen Institut in Wien tätig, von Januar 1877 bis Dezember 1878 als Assistent unter Franz Riegel am Bürgerhospital in Köln sowie von Januar bis Juli 1879 als Assistent von Carl Westphal an der Psychiatrischen Klinik der Berliner Charité. Im August 1879 kam er schließlich als Assistenzarzt an die Psychiatrische Klinik und als Anstaltsarzt an die Landesheilanstalt in Marburg.
Tuczek habilitierte sich am 6. August 1884 an der Medizinischen Fakultät der Universität Marburg und wurde dort Privatdozent. Im Januar 1888 erfolgte seine Berufung als Medizinalassessor und Mitglied in das Provinzial-Medizinal-Kollegium der Provinz Hessen-Nassau. An Weihnachten 1891 erhielt er die Stelle als außerordentlicher Professor der Medizin an der Marburger Universität, ein Jahr später, am 19. Dezember 1892, die Ernennung zum Medizinalrat. Vom Dezember 1893 bis Mai 1914 amtierte er als Direktor der Marburger Nervenheilanstalt. Im Zuge seiner Beförderung auf die Stelle als ordentlicher Professor der Psychiatrie an der Universität Marburg im April 1894 erhielt er neben dem Direktorat der Nervenheilanstalt auch das der psychiatrischen Klinik in Marburg. Am 5. März 1906 wurde er zum Geheimen Medizinalrat ernannt.
Tuczek wurde am 11. Dezember 1895 in die Deutsche Akademie der Naturforscher Leopoldina, Sektion Wissenschaftliche Medizin, gewählt. Er stand 1910, 1915, 1916 sowie 1917 als Dekan der Medizinischen Fakultät und 1907/1908 als Rektor der Universität vor. 1917 bis 1919 war er außerdem Magistratsmitglied in Marburg. Zum Wintersemester 1918/1919 erfolgte seine Emeritierung.
Tuczek wurde in Marburg beigesetzt. Dort ist auch in der südlichen Kernstadt der Franz-Tuczek-Weg nach ihm benannt.

## Werke (Auswahl)
- Über die vom Menschen beim Kauen abgesonderten Speichelmengen, München 1877 (Dissertation).
- Beiträge zur pathologischen Anatomie und zur Pathologie der Dementia paralytica, Hirschwald, Berlin 1884 (Habilitationsschrift).
- Klinische und anatomische Studien über die Pellagra, Fischer, Berlin 1893.
- Geisteskrankheit und Irrenanstalten, Elwert, Marburg 1902.
- Die wissenschaftliche Stellung der Psychiatrie, Elwert, Marburg 1906.
- Psychopathologie und Pädagogik, Cassel 1910.
- Erhaltung und Mehrung unserer Volkskraft, Mäßigungs-Verlag, Berlin 1916.